# 马泰娅·斯韦特
马泰娅·斯韦特（1968年8月16日—），斯洛文尼亚女子高山滑雪运动员。她曾代表南斯拉夫参加1984年和1988年冬季奥林匹克运动会高山滑雪比赛，其中1988年冬季奥运会获得一枚银牌。